# Vårddemokraterna
Vårddemokraterna (VD), före detta Bevara Akutsjukhusen (BA), är ett regionalt parti med 8 mandat i Region Jönköpings län. Partiet ingår i regionens styrande majoritet.

## Uppkomst
Partiet bildades 2018 av vårdpersonal som ett försök att påverka hur regionen styrdes i ett läge där länsdelssjukhusen i regionen avlövades trots att samtliga partier i regionfullmäktige sade sig vara för att regionen skulle behålla sina tre akutsjukhus. Partiet var från början ett nästan renodlat sjukvårdsparti men har sedermera utvecklat kompletterande målbilder som beskriver partiets ställningstaganden gällande de frågor som utöver sjukvården ingår i regionens uppdrag. Fokus ligger fortfarande på hälso-sjukvårdspolitiken.  
I valet till regionfullmäktige 9 september 2018 fick Bevara akutsjukhusen 9 % av rösterna och 7 mandat. I Värnamo kommun fick partiet då flest röster av alla partier i regionvalet, medan stödet i Jönköpings kommun stannade vid 1,79 %.

## Ideologi
Partiet har inte placerat sig på den traditionella höger-vänsterskalan och har heller inte någon fast position på gal-tanskalan. Istället utgår partiets politik från sju teser och stort fokus läggs på hur förändringar genomförs.  

### Den politiska plattformen[8]
1. Tre akutsjukhus, även i framtiden: Det är vår fasta övertygelse att detta är en förutsättning för jämlik vård av hög kvalitet för alla invånare. Alla beslut måste fattas med detta i åtanke.
2. Jämlik vård på riktigt: Alla invånare har samma rätt till alla delar av vården oavsett var i länet man bor. Avståndet till vården är en viktig tillgänglighetsfaktor.
3. Lokalt ledarskap är en framgångsfaktor: Ledare som är närvarande i verksamheten kan bättre möta de olika förutsättningar som finns lokalt. Det underlättar också personalinflytande och samverkan mellan olika verksamhetsområden.
4. Regionen måste vara en attraktiv arbetsgivare: En attraktiv arbetsgivare med en god bemanning kan upprätthålla en god och säker vård. Motiverad, kompetent och nöjd personal är grundstommen i god vård av hög kvalitet.
5. Beslut som fattas ska vara väl underbyggda: Ett väl underbyggt beslut är en förutsättning för att veta att en förändring blir en förbättring. Besluten måste också följas upp och utvärderas.
6. Vårdpersonal som kan verksamheten måste bli mer involverade i besluten: Sjukvård är en mycket komplex verksamhet och det är inte alltid uppenbart vilka konsekvenser beslut får. Beslut som fattas tillsammans med verksamheterna har större chans att bli förbättringar.
7. Samhällstjänster ska komma alla till del: Regionen måste sträva efter att ge alla invånare en likvärdig möjlighet att bo, verka och nyttja samhällstjänster – överallt i länet.

### Kompletterande målbilder
Partiet har ett tydligt sjukvårdsfokus men har över tid utvecklat kompletterande målbilder gällande resten av Regionens ansvarsområden:  
- Arbetspendling mellan närliggande orter ska vara möjlig från regionens tätorter och man ska klara sig utan bil om man bor i en så stor stad som Jönköping.
- Vi ska följa de klimatavtal vi förbundit oss till inom ramen för vårt mandat och i vår verksamhet. Miljö- och klimatarbetet ska vara evidensbaserat och effektstyrt.
- Ett viktigt syfte med kollektivtrafiken är att tillgodose behovet av transport för de medborgare som inte på egen hand kan resa med bil. De som använder kollektivtrafiken ska också vara med och betala för den.
- Människor och företag ska ges möjlighet att utvecklas och vilja stanna kvar i vår region. Regionen ska, i nära samverkan med kommunerna, verka för ett bra företagsklimat.
- Vi stöttar ett politiskt obundet kulturliv som når alla i hela regionen. Kulturens roll för människors hälsa och välbefinnande är en inte oansenlig del av uppdraget.